# Guerra da Mafia-Camorra
A Guerra da Máfia-Camorra foi um confronto territorial no submundo do crime de Nova Iorque, ocorrido nos anos de 1916 e 1917, entre a gangue siciliana de Giuseppe Morello, baseado em Manhattan, e os grupos napolitanos baseados na região do Brooklyn. Foi uma consequência direta do assassinato de Giosue Gallucci (O Rei de Little Italy), chefe de uma vasta rede de atividades criminosas na região do Harlem Italiano, e rival de ambos os grupos.

## Antecedentes
A ascensão de Giosue Gallucci ao controle quase absoluto do submundo de Manhattan está associada a prisão de Morello e seu subchefe Ignazio "O Lobo" Luppo em 1910 por falsificação. Os irmãos Terranova, meio-irmãos e tenentes de Morello, ficaram livres mas sem o poder de Giuseppe acabaram por perder espaço para o cartel de Gallucci que tinha ascendência napolitana e era filiado à Camorra, uma outra sociedade criminosa italiana com raízes em Nápoles. Com o aprisionamento de seus principais rivais no território, Gallucci enriqueceu exponencialmente absorvendo grande parte das operações de Morello. Em decorrência de seu imenso poder financeiro, direcionado também em muitas fachadas legítimas, ele acumulou também muito poder político através de suas ligações com o Tammany Hall, uma associação política do partido democrata.
Apesar do seu poder, Gallucci era constantemente desafiado por gangues menores de chantagistas. Eventualmente grupos mais organizados, também napolitanos, entraram em choque com sua organização. Entre eles estava possivelmente o chefe da Camorra em Coney Island, Pellegrino Morano. Gallucci sofreu várias tentativas de assassinato, até que em 17 maio de 1915 ele e seu filho Luca estavam em um Café recém adquirido pela família quando pouco antes das 10 horas da manhã os dois foram alvejados. Apesar de seus guarda-costas terem reagido depois, o grupo estava com a guarda baixa e os atiradores foram certeiros. Giosue morreu no hopsital naquela noite e Luca sobreviveu apenas até o dia seguinte. O assassinato teria sido orquestrado pelos grupos rivais da Camorra de Navy Street no Brooklyn, a gangue Morano, e  possivelmente os irmãos Terranova do Harlem Italiano.
Com o assassinato de Gallucci a Família Morello, liderada pelos irmãos Terranova, conseguiu recuperar grande parte de seus territórios e planejava destruir ou expulsar qualquer concorrência no controle das loterias e casas de aposta ilegais em Manhattan. Joseph "Joe" DeMarco, um dos concorrentes, tentou assassinar Nicholo "Nick Morello" Terranova mas fracassou e precisou fugir para o sul de Manhattan na Mulberry Street, então parte da Pequena Itália. De lá, DeMarco tentou se organizar para um segundo contra-ataque aos Morello. Entretanto, Nick Morello e seu irmão Ciro foram mais rápidos. Associados com os camorristi de Navy Street Alessandro Vollero e Leopoldo Lauritano, os irmãos Terranova descobriram o paradeiro do rival. Em 20 de julho de 1916 os atiradores Tom Pagano, "Lefty" Esposito e John "o pintor" Fetto entraram em um de seus cassinos na James Street e executaram Joe DeMarco. O irmão de Joe, Salvatore, também foi morto pouco tempo depois como garantia contra qualquer retaliação.

## O conflito
Apesar da aparente boa relação e colaboração entre os Morello e as gangues da Camorra, as tensões entre os dois grupos logo começaram a se revelar. Alessandro Vollero guardava ressentimento pela morte de Nicolo Del Gaudio, um camorristi assassinado pelos Morello durante o início conflito com Gallucci. Além disso, os lucros de Pellegrino Morano no jogo ilegal de Manhattan caíram bruscamente por conta das altas taxas praticadas pelos Morello, que controlavam as operações na área.
Apesar de terem recuperado parte importante de suas atividades mais lucrativas após a morte de Gallucci, o poder e a influência da Família Morello não retornaram ao mesmo status que possuíam antes do encarceramento de Giuseppe e Ignazio Lupo. Essa aparente fragilidade da organização dos Terranova pesou na decisão, então dividida, dos líderes da Camorra em eliminar os antigos aliados. Alessandro Vollero então ordenou a Ralph Daniello que organizasse uma cilada para os rivais. Seis membros da gangue siciliana foram convidados para uma reunião no território de Vollero no dia 7 de setembro de 1916. No entanto, apenas "Nick Morello" Terranova e Eugene "Charles" Ubriaco apareceram para o encontro, o que sugere que Nicholo não esperava a emboscada.
Terranova e Ubriaco foram atacados quando deixavam o restaurante Panzoni em direção a casa de Andrea Ricci, um dos líderes da gangue de Navy Street, na Johnson Street. Tom Pagano disparou contra Nick Morello que sacou seu revolver mas não teve tempo de reagir. Ubriaco conseguiu disparar cinco vezes contra seus assassinos mas foi atingido várias vezes por Lefty Esposito e Tom Carillo. O próximo alvo foi Giuseppe Verrazano, um dos tenentes de Terranova, que assumiu a operação de jogos de azar de Joe DeMarco na Pequena Itália. Giuseppe estava no restaurante Italian Garden quando foi surpreendido pelos camorristi Anthony Notaro e Alfonso Sgroia que o executaram a queima roupa, bem a frente dos outros clientes.
A rapidez e precisão dos ataques da Camorra acuou a gangue de Terranova. No entanto, os sicilianos não deixaram a agressão sem resposta: em 17 de Novembro de 1916, "Lefty" Esposito foi assassinado na avenida 108. Menos de um mês depois, Gaetano Del Gaudio, irmão de Nicolo (assassinado na guerra contra Gallucci), também foi morto enquanto servia café em seu restaurante na Primeira Avenida de Manhattan. Em fevereiro de 1917, Alessandro Vollero e Ralph Daniello foram emboscados por capangas de Terranova. Apesar de sobreviver ao atentado, Vollero ficou gravemente ferido e incapacitado por muitas semanas.
A morte de Nicholo Terranova feriu mortalmente o poder dos Morello na cidade, e apesar da reação contra a Camorra a organização acabou por perder muitas das suas lucrativas operações em Manhattan para as gangues de Pellegrino Morano e Vollero, e para a facção siciliana rival no East Harlem, comandada por Salvatore D'Aquila. A vitória da Camorra parecia encaminhada. Foi quando Ralph Daniello, um dos principais articuladores na guerra contra os irmãos Terranova, precisou fugir de Nova Iorque para não ser o próximo alvo de Vincenzo e Ciro. Acreditando ter pago sua contribuição orquestrando a morte de Nick Morello e Ubriaco, ele fugiu para Reno com a namorada e pediu ajuda financeira ao chefe, Alessandro Vollero, que não respondeu. Sentindo-se traído, Daniello se entregou a polícia em novembro de 1917 e delatou todas as operações da gangue de Navy Street e seus aliados de Coney Island.
A delação de Daniello trouxe abaixo o cerne da Camorra em Nova Iorque, sendo completamente eliminada com a consolidação da Cosa Nostra Americana pela nova geração de mafiosos Lucky Luciano, Vito Genovese, Frank Costello, Carlo Gambino, entre outros na década seguinte. Os territórios do Brooklyn, antes dominados pelas gangues napolitanas, foram absorvidos pela organização de Salvatore D'Aquila, que também já pressionava territorialmente a gangue de Morello-Terranova.
Em agosto de 1925, Ralph Daniello foi libertado da prisão e adquiriu um bar em Newark, New Jersey, para onde se mudou. Aproximadamente um mês depois de sua libertação, Daniello estava no seu estabelecimento quando um estranho se aproximou e disse: "agora eu te peguei", disparando três vezes contra o ex-informante que agonizou até morrer.